# Andre Ingram
Andre Ingram (* 19. November 1985 in Richmond, Virginia) ist ein amerikanischer Profibasketballspieler für die South Bay Lakers der NBA G-League. Er spielte College-Basketball für die American University, wo er seine vierjährige Karriere als fünftbester Scorer aller Zeiten mit 1.655 Punkten beendete. Er verbrachte anschließend vier Spielzeiten mit den Utah Flash zwischen 2007 und 2011 und 3,5 Saisons mit den Los Angeles D-Fenders zwischen 2012 und 2016. Nach einem kurzen Aufenthalt in Australien bei den Perth Wildcats kehrte Ingram im März 2017 zu den D-Fenders zurück. Der Shooting Guard spielte für das in South Bay Lakers umbenannte Team, bevor er im April 2018 zu den Los Angeles Lakers ging. Ingram ist der führende Drei-Punkte-Werfer in der NBA G-League mit 773 Punkten. Er hat auch die fünftmeisten Punkte in der Geschichte der Liga erzielt (3.901) und gewann den D-League Drei-Punkte-Wettbewerb in den Jahren 2010 und 2016. Seit 2020 ist er Präsident der Gewerkschaft der G-League-Spieler.

## Leben

### Die frühen Jahre
Ingram wurde in Richmond, Virginia geboren und wuchs in einer vierköpfigen Familie auf. Er liebte Basketball von klein auf und als er zwölf Jahre alt war, schlug er seinen sieben Jahre älteren Bruder Lucius in Eins-gegen-Eins-Spielen.

### High School
Ingram besuchte die Highland Springs High School in Highland Springs, Virginia, wo er das Basketballteam 2002/03 als Senior zur Group-AAA-Meisterschaft führte, dem ersten Titel in der Schulgeschichte. In dieser Saison erzielte er durchschnittlich 22,8 Punkte und 9,5 Rebounds pro Spiel, während 49 Prozent seiner Würfe aus dem Drei-Punkte-Bereich trafen. Anschließend wurde er für seine Division zum Associated Press Group AAA Player of the Year ernannt. Er verließ Highland Springs als zweifacher Capital District Player of the Year und First-Team All-Metro. Als Senior war er in den Auswahlmannschaften First-Team All-State und First-Team All-Central Region Pick.

## College-Karriere

### Erstes Studienjahr
Als Freshman an der American University 2003/04 startete Ingram in allen 31 Spielen und führte das Team mit 13,6 Punkten pro Spiel an, was der fünftbeste Wert der Liga in dieser Saison war. In der Folge wurde er zum Patriot League Freshman of the Year ernannt und war der erste American-University-Spieler, der die Auszeichnung erhielt. Er erzielte 16 Punkte, fünf Rebounds, zwei Assists und zwei Steals gegen Maryland am 22. November 2003 in seinem ersten College-Spiel. Am 14. Januar 2004 verwandelte er acht Würfe von der Drei-Punkte-Linie in einem 27-Punkte-Spiel gegen die Navy Midshipmen, das das zweitbeste Einzelspiel mit drei Punkten in der Geschichte der American University war. Zusätzlich sind seine 15 Drei-Punkte-Versuche gegen die Navy die meisten eines Eagles in einem Spiel. Er erzielte am 28. Februar gegen Lafayette einen Karrierehöhepunkt von 30 Punkten.

### Zweites Studienjahr
Als Student im Sophomore-Jahr spielte Ingram 2004/05 in 28 Spielen mit 27 Einsätzen zu Beginn und wurde in die erste Auswahlmannschaft der All-Patriot League berufen. Er beendete die Saison mit 15,3 Punkten pro Spiel als Zweitplatzierter der Liga. Nach seiner Ernennung zum PL Preseason Player of the Year eröffnete Ingram die Saison mit 38 Punkten gegen die Virginia Commonwealth University. Er verzeichnete in 28 Spielen sechs Auftritte mit über 20 Punkten, darunter zwei Spiele mit über 30 Punkten. Er wurde im Februar 2005 zweimal zum Patriot League Player of the Week ernannt und am Ende der Saison wurde er in das National Association of Basketball Coaches All-District 4 Second Team berufen.

### Drittes Studienjahr
Im dritten Studienjahr spielte und startete Ingram 2005/06 in allen 29 Spielen. Er führte das Team in seiner Junior-Saison in Folge mit durchschnittlich 12,0 Punkten pro Spiel an. Ingram erzielte in 19 von 29 Spielen zweistellige Punktzahlen und begann die Saison mit einem 24-Punkte-Spiel gegen Washington am 19. November. Er erzielte seinen tausendsten Karrierepunkt, während er am 2. Januar gegen Saint Francis Red Flash einen Saisonhöhepunkt von zehn Rebounds erreichte. Am Ende der Saison wurde er in das Second-Team der All-Patriot League berufen.

### Letztes Studienjahr
Im vierten und letzten Studienjahr 2006/07 belegte Ingram als Senior den fünften Platz in der Patriot League (15,2 Punkte pro Spiel), den zweiten Platz in der Drei-Punkte-Wurfquote (42,4 %) und den zweiten Platz in der Drei-Punkte-Wurfquote pro Spiel (2,6). Er erzielte achtmal 20 oder mehr Punkte, darunter ein Saisonhoch von 25 Punkten gegen Lafayette. In der Folge wurde er zum zweiten Mal innerhalb von drei Jahren in das First-Team der All-Patriot League berufen.
Ingram beendete seine College-Karriere mit 1.655 Punkten als fünftbester American-University-Scorer aller Zeiten und er war in allen vier Jahren der Spieler mit den meisten Punkten pro Saison des Teams.
Er schloss sein Studium mit einem Bachelor-Abschluss in Physik ab.

## Profi-Karriere

### Utah Flash (2007–2011)
Am 1. November 2007 wurde Ingram von Utah Flash in der siebten Runde des NBA Development League Draft 2007 ausgewählt. Er verbrachte vier Jahre bei den Flash und in dieser Zeit wurde er mit 2.098 Punkten der führende Schütze des Franchises. Er ist auch Zweiter bei Rebounds (608), Vierter bei Assists (336) und Dritter bei Steals (184).
Ingram erzielte seine Karrierebestleistung in der Saison 2009/10, als er den Jason Collier Sportsmanship Award erhielt und an den Feierlichkeiten der NBA D-League All-Star 2010 in Dallas teilnahm, bei dem er den Drei-Punkte-Wettbewerb gewann. Ingram war bei 49 von 50 Spielen in der Anfangsaufstellung und erzielte durchschnittlich 12,9 Punkte, 3,9 Rebounds, 2,1 Assists und 1,5 Steals in 34 Minuten. Er erzielte 36 Mal mehr als zehn Punkte, darunter 24 Punkte bei einem 104:99-Sieg über Bakersfield Jam am 5. Dezember 2009.
Nach der Saison 2010/11 stellte Flash den Spielbetrieb ein und ließ Ingram für die Saison 2011/12 ohne Team zurück.

### Los Angeles D-Fenders (2012–2016)
Am 22. März 2012 schloss sich Ingram den Los Angeles D-Fenders an. Er verbrachte den Rest der Saison 2011/12 mit den D-Fenders und spielte in sechs regulären Saisonspielen und sieben Play-off-Spielen.
Nach dem Aussetzen der gesamten Saison 2012/13 kehrte Ingram zu den D-Fenders für die Saison 2013/14 zurück. In 45 Spielen (elf von Beginn an) mit den D-Fenders erzielte Ingram durchschnittlich 9,1 Punkte, 3,2 Rebounds und 1,7 Assists, während er eine Erfolgsquote von 44,7 % aus dem Drei-Punkte-Bereich erreichte und den D-Fenders zu der West Division Meisterschaft verhalf.
Ingram kehrte nicht zu den D-Fenders für den Beginn der Saison 2014/15 zurück. Er verpasste die ersten beiden Monate der Saison, bevor er am 12. Januar 2015 ins Team zurückkam.
Ingram verbrachte erst seine zweite volle Saison mit den D-Fenders in der Saison 2015/16. Im Februar 2016 wurde er zum allzeit führenden Drei-Punkte-Werfer der D-League und gewann seinen zweiten Titel im Drei-Punkte-Wettbewerb. Er gewann die Trophäe mit 39 von 50 Treffern in zwei Runden – ein Allzeitrekord in der NBA und D-League.

### Perth Wildcats (2016)
Am 18. Oktober 2016 unterzeichnete Ingram mit den australischen Perth Wildcats für den Rest der NBL-Saison 2016/17 und markierte damit seinen ersten Einsatz außerhalb der Vereinigten Staaten. Allerdings absolvierte er nur zwei Spiele für die Wildcats, bevor er eine Woche nach seiner Ankunft in Perth um die Freistellung von seinem Vertrag bat, wobei er psychische Gesundheitsgründe für die plötzliche Entscheidung nannte.

### D-Fenders, South Bay Lakers und Los Angeles Lakers (seit 2017)
Am 6. März 2017 kehrte Ingram zu den Los Angeles D-Fenders zurück, um mit ihnen die Saison 2016/17 zu beenden. Er kehrte für die Saison 2017/18 zum Team zurück, das seit dieser Saison South Bay Lakers heißt. Ingram erzielte im Durchschnitt 9,1 Punkte, 2,5 Rebounds und 1,1 Assists in 47 Spielen (sieben von Beginn an) für die South Bay Lakers 2017/18 und hatte eine Erfolgsquote von 47,5 % in dem Drei-Punkte-Bereich.
Am 9. April 2018 unterzeichnete Ingram bei den Los Angeles Lakers für die letzten beiden Spiele der NBA-Saison 2017/18. Er debütierte am nächsten Tag in der NBA und holte 19 Punkte, darunter vier Drei-Punkte-Würfe bei einer 105:99-Niederlage gegen die Houston Rockets. Mit 32 Jahren wurde Ingram der älteste amerikanische Rookie in der NBA seit mindestens 1964. Seine 19 Punkte waren die meisten von einem Lakers-Spieler in seinem ersten Profispiel seit Nick Van Exel (23 Punkte) im Jahr 1993. Für Spieler, die ihr NBA-Debüt nach der All-Star-Pause gaben, waren Ingrams 19 Punkte die meisten in einem Debüt seit 50 Jahren, nach den 28 Punkten von Danny Finn im Jahr 1953. Im Saisonfinale der Lakers am 11. April erzielte Ingram fünf Punkte, darunter einer aus dem Drei-Punkte-Bereich, hatte sechs Assists und drei Rebounds in 35 Minuten bei einem 115:100-Sieg gegen die Los Angeles Clippers. Ingram verdiente Berichten zufolge 13.824 US-Dollar für seine drei Tage bei den Lakers, nachdem er 19.000 US-Dollar für die gesamte G-League-Saison verdient hatte.
Ingram wurde im Oktober 2018 in den Trainingslagerkader der South Bay Lakers aufgenommen. Im Januar 2019 absolvierte er sein 402. Spiel in der NBA G-League und wurde damit zum alleinigen Spitzenreiter für gespielte Ligaspiele.
Am 11. März 2019 unterzeichnete Ingram einen 10-tägigen Vertrag mit den Los Angeles Lakers und kehrte für einen zweiten Einsatz dorthin zurück. Da Lonzo Ball und Brandon Ingram für den Rest der Saison verletzungsbedingt ausgeschieden waren, musste der Lakers-Kader verstärkt werden. Nachdem sein 10-tägiger Vertrag abgelaufen war, kehrte er für die letzten beiden Spiele der Saison nach South Bay zurück.
Für die Saison 2019/20 kehrte Ingram erneut nach South Bay zurück. Am 7. Februar 2020 wurde Ingram aufgrund einer Verletzung, die die Saison beendete, aus dem aktiven Kader gestrichen.
Am 19. Oktober 2020 wurde Ingram zum ersten Präsidenten der Basketball Players Union ernannt, einer Gewerkschaft für G-League-Spieler, die in der Off-Season 2020 gegründet wurde.

## Privatleben
Ingram hat eine Frau und zwei Töchter. Neben seinen Basketballaktivitäten unterrichtet er Kinder in Mathematik.